# Supernova
En supernova är en exploderande eller en exploderad stjärna. Supernovorna hör till de våldsammaste händelserna i universum. I en supernova utvecklas oerhörda mängder energi som lämnar reststjärnan i form av enorma neutrinoflöden, gasmassor och strålning, vilket gör att de under en viss tid kan lysa upp till hundra miljarder gånger starkare än vår sol. Det är lika mycket som lyskraften i en hel galax. En supernova inträffar dock inte särskilt ofta, man brukar säga att i en typisk galax inträffar detta ungefär en gång vart femtionde år. De flesta supernovorna är dock dolda av stoft och gas och kan inte observeras. I Vintergatan räknar man med ungefär tre, från jorden synliga supernovor per tusen år.
Om en supernova skulle förekomma inom 100–200 ljusårs avstånd från jorden kunde det innebära jordens undergång. Nu finns det dock inga tecken på att någon av stjärnorna inom det området är på väg att bli en supernova på länge.
Den senaste supernovan man har kunnat se med blotta ögat observerades år 1987 i det Stora magellanska molnet och var mycket viktig för forskningen kring supernovor. Supernovan namngavs SN 1987A. Stjärnan som exploderade var av typ II (ljus jättestjärna) och dog endast 10 miljoner år gammal, vilket är tämligen normalt för stjärnor av den storleken. Som jämförelse kan nämnas att solen beräknas bli 12 miljarder år gammal.

## Typer och orsaker
Man brukar klassificera supernovor i olika varianter beroende på vilka ämnen som finns med i deras ljusspektra. Huvudkriteriet är huruvida ljuset från supernovan innehåller en viss typ av absorptionslinjer för väte som kallas Balmerserien. Supernovor vars spektra saknar dessa linjer (och som alltså är fattiga på väte) kallas typ I, och de som uppvisar sådana kallas typ II. 

### Typ I
Typ I är oftast förekommande där det finns äldre stjärnor och i dubbelstjärnesystem och de ökar snabbt i ljusstyrka för att sedan avta i ljusstyrka i flera månader. 
Typ I indelas vidare i tre undervarianter beroende på vilka andra ämnen som istället är närvarande: Typ Ia, som innehåller en linje för kisel (Si II på 6150 Å); typ Ib, som innehåller en linje för helium (He I på 5776 Å), och typ Ic, som inte innehåller någon av dessa eller bara en svag heliumlinje.
Den mest accepterade teorin om orsaken till supernovor av typ Ia är att de kommer ur dubbelstjärnor, där materia förs över från en normal stjärna till dess följeslagare som är en kompakt vit dvärg. I den vita dvärgen startas då termonukleära reaktioner som får denna att explodera våldsamt.

Inuti en massiv, utvecklad stjärna (a) undergår de lökstrukturerade skalen av olika grundämnen fusion, vilket bildar en järnkärna (b) som når Chandrasekhar-massan och börjar kollapsa. Den inre delen av kärnan pressas samman till neutroner (c), vilket får infallande material att studsa ut (d) och bilda en chockfront som rör sig utåt (röd). Chockvågen bromsas upp (e), men neutriner från fusionsprocesserna ger den ny fart. Det omgivande materialet kastas iväg (f), och lämnar bara en degenererad rest.

### Typ II
Supernovor av typ II, och troligtvis också av typ Ib och Ic, anses inträffa i mycket massiva yngre stjärnor då bränslet i form av väte och helium i stjärnans inre har tagit slut. Man räknar med att det krävs en stjärna med minst fem gånger större massa än solens. Så länge fusionen fortgår produceras strålning som trycker de yttre lagren utåt. Det uppstår skal av kol och närmast tyngre grundämnen en lökformad struktur, som håller balans mellan strålningstrycket utåt och gravitationen inåt. När bränslet börjar ta slut, upphör fusionen och därmed strålningen. Denna kraftmätning, som pågått i årmiljoner, nalkas nu sitt hastiga slut, när gravitationen tar överhanden. Då faller enorma mängder materia in mot centrum, och en neutronstjärna bildas. Om det handlar om en extremt stor stjärna bildas ett svart hål. Den infallande materian har mycket stor kinetisk energi. Partiklarna pressas så nära inpå varandra att den starka kärnkraftens attraktion mellan dem gör sig gällande. Detta är en sorts fusion i kolossalformat. Partiklarna förlorar därmed mycket potentiell energi, som omvandlas till ytterligare kinetisk energi, så att temperaturen stiger till miljarder grader Celsius. Efter några timmar inträffar en explosion som blåser bort allt utom neutronstjärnan i mitten. En termonukleär chock, en detonationsvåg, rusar förbi det expanderande molnet av rester av den stora stjärnan. Detta gör att de lättare atomerna fusionerar och det uppstår ett ljussken, som är flera miljarder gånger starkare än det som kommer från solen.

### Typ III, IV och V
Den schweiziske astronomen Fritz Zwicky definierade ytterligare supernovatyper baserat på mycket få exempel som inte passade ln i parametrarna för supernovor av typ I eller typ II.
SN 1961i i NGC 4303 var prototypen och det enda objektet i supernovaklassen typ III, känd för sin breda ljuskurva, maximala och breda balmerlinjer av väte som utvecklas långsamt i spektrumet.
SN 1961f i NGC 3003 var prototypen och det enda objektet i klassen typ IV, med en ljuskurva som liknar en supernova av typ II-P, med absorptionslinjer men svaga emissionslinjer av väte.
Typ V-klassen fastställdes efter SN 1961V i NGC 1058, en ovanligt svag supernova eller supernova-impostor med en långsam ökning i ljusstyrka, maximal varaktighet många månader och ett ovanligt emissionspektrum. Likheten mellan SN 1961Vs utbrott och det stora utbrottet hos Eta Carinae noterades. Supernovor i M101 (1909) och M83 (1923 och 1957) föreslogs också som möjliga supernovor av typ IV eller typ V.
Dessa typer behandlas numera alla som speciella typ II-supernovor (IIpec), av vilka många fler exempel har upptäckts, även om det fortfarande diskuteras om SN 1961V var en riktig supernova, en impostor, eller hade ett LBV-utbrott.

## Kärnreaktioner
Forskare tror att de tyngsta grundämnena inte kan bildas på annat sätt än vid en supernovaexplosion. Här handlar det om atomer tyngre än järn, till exempel guld. Det är på grund av att dessa tyngre atomkärnor inte kan bildas förrän vid enorma temperaturer, hundratals miljarder grader Celsius. Dessa temperaturer uppnås endast vid supernovaexplosioner.
De grundämnen som är viktiga för livet, som syre och kol, kan bildas i stjärnor, men för deras spridning i rymden spelar supernovorna en viktig roll.

## Namngivning
Supernovorna har en egen namnstandard skild från övriga variabla stjärnor. De betecknas med SN följt av upptäcktsår och en eller två bokstäver som räknas upp löpande under året. Först används A till Z, sedan aa till az, sedan ba till bz. Därför får exempelvis den tredje supernovan som upptäcks 2003 beteckningen SN 2003C. Upptäckter av nya supernovor rapporteras till IAU:s Central Bureau for Astronomical Telegrams som också administrerar namnsättningen.

## Kända supernovor
Det är relativt länge sedan sen en supernova exploderade i Vintergatan, som kunde observeras. De mest kända supernovorna man sett genom tiderna inträffade år 1054, den som bildade Krabbnebulosan, år 1572, Tycho Brahes supernova, och år 1604, Keplers nova. Tychos supernova syntes i 1,5 år, även i dagsljus .
Supernovorna benämns nedan med de årtal vid vilka de iakttogs.
- 1006 – Extremt ljusstark supernova. Den observerades i Egypten, Irak, Italien, Schweiz, Kina, Japan, och eventuellt Frankrike och Syrien.
- 1054 – Uppkomsten av Krabbnebulosan beskrevs av kinesiska astronomer och möjligen också av amerikanska indianer.
- 1572 – Supernovan i Cassiopeia observerades av Tycho Brahe.
- 1604 – Supernovan (Keplers stjärna) i stjärngruppen Ormbäraren, observerades av Johannes Kepler. Det är den senaste supernova som observerats i Vintergatan, jordens galax.
- 1885 – Denna supernova i Andromedagalaxen upptäcktes av Ernst Hartwig.
- 1987 – Supernova i Stora Magellanska molnet, observerades inom några timmar efter att det första ljuset från den hade kommit fram till Jorden. Med den fick man för första gången möjlighet att testa de moderna teorierna om hur supernovor bildas. Här fick professor Koshiba även den första bekräftande observationen av neutrinoskuren från en supernova. Nobelpriset 2002 blev därmed också erkännandet av att neutrinoastronomi blivit ett nytt fönster mot universum.
- SN 2005ap var den ljusstarkaste supernovan som detekterats och inträffade på ett avstånd av 4,7 miljarder ljusår från jorden.[9]
- SN 2008D upptäcktes som röntgenstrålning från kärnans kollaps, ett dygn innan dess synliga spektrum observerades.

Supernovan 1604 användes av Galileo Galilei som motbevis mot då gängse aristoteliska föreställningar om att himlen (den himmelska sfären) är perfekt och oföränderlig.

### Nya kandidater i Vintergatan

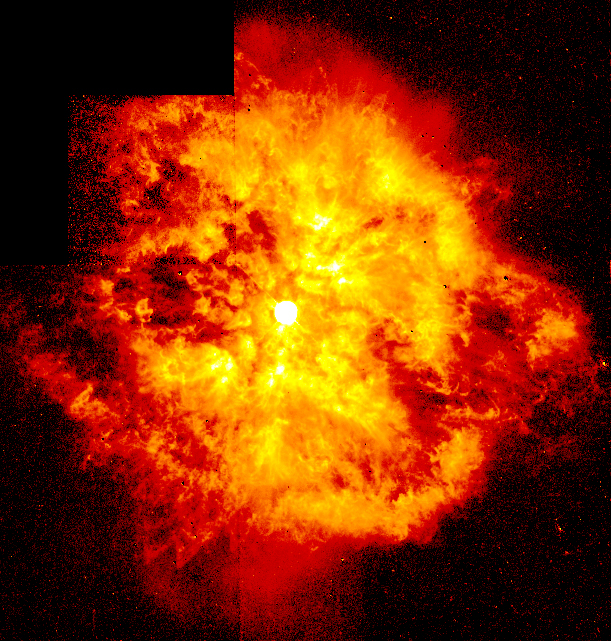
Nebulosan runt Wolf-Rayet-stjärnan WR124, som befinner sig på ett avstånd runt 21 000 ljusår. NASA foto.

Flera större stjärnor i Vintergatan har föreslagits som möjliga supernovor inom de närmaste tusen till hundra miljoner åren. De inbegriper Rho Cassiopeiae, Eta Carinae, RS Ophiuchi, VY Canis Majoris, Betelgeuse, Antares och Spica.
Många Wolf-Rayet-stjärnor, såsom Gamma i Seglet, hålls också för möjliga föregångare till supernovaexplosion inom en "snar" framtid.
Den närmaste supernovakandidaten är IK Pegasi (HR 8210) i Pegasus, som befinner sig på endast 150 ljusårs avstånd. Denna täta binär består av en huvudseriestjärna, som alltså ännu inte utvecklats till en röd jätte, och en vit dvärg bara 31 miljoner  km därifrån. Dvärgens massa uppskattas motsvara 1,15 solmassor. Det anses att vi har flera miljoner år på oss, innan den vita dvärgen kan samla på sig den kritiska massa som krävs för att den ska bli en Typ la supernova.